# Oncideres fulva
Oncideres fulva là một loài bọ cánh cứng trong họ Cerambycidae.